# چینچلی
چینچلی (به انگلیسی: Chicheley) یک روستا و محله مدنی در بریتانیا است که در میلتون کینز واقع شده‌است. چینچلی ۱۳۴ نفر جمعیت دارد.